# 28.º Distrito Congressional da Califórnia
O 28º Distrito Congressional da Califórnia (em inglês:  California's 28th congressional district) é um dos 53 Distritos Congressionais do Estado norte-americano da Califórnia, segundo o censo de 2000 sua população é de 639.087 habitantes, sua área é de 75 km, o distrito cobre parte do Condado de Los Angeles.